# تيموثي ديوك
تيموثي ديوك (بالإنجليزية: Timothy Duke)‏ (29 أكتوبر 1799 - 25 مايو 1858) هو لاعب كريكت بريطاني (وحمل سابقاً جنسية المملكة المتحدة لبريطانيا العظمى وأيرلندا ومملكة بريطانيا العظمى).